# Źródło descenzyjne
Źródło descenzyjne (descensyjne, spływowe, zstępujące, grawitacyjne, rzadziej descencyjne) – swobodny wypływ wody na powierzchnię ziemi wskutek jej spływu pod wpływem siły ciężkości (np. po stropie skał nieprzepuszczalnych).